# Narmada
Narmada (Nerbudda), en av Indiens sju heliga floder, flyter genom centrala Indien. Den anses utgöra den traditionella gränsen mellan Deccan i söder och Gangesslätten i norr, med en längd av 1 289 km. Floden har gett namn åt ett distrikt i delstaten Gujarat.

## Flodens källor och lopp
Flodens källor ligger på 1 080 m ö.h. vid Amarkantak i Madhya Pradesh och rinner efter Jabalpur mellan Vindhya- och Satpurabergen västerut mot Cambaybukten, där floden slutar sitt lopp i Arabiska sjön i Bharuch. Narmadas längd är 1 289 km, varav 1 077 km i Madya Pradesh, 74 km i Maharashtra och 138 i Gujarat. Avrinningsområdet är 96 260 km².

## Hinduisk mytologi
En dag satt Lord Shiva på berget Amarkantak och mediterade. Han kom i trance och han födde den feminina formen och gav henne namnet Narmada, som betyder ”rar mor”. Den heliga floden är gudinnan Narmada förkroppsligad. För att bli ren från alla sina synder räcker det att kasta en blick på floden. Floden är en av sju heliga floder, endast Ganges är heligare än Narmada.

### Helig vandring
Inom hinduism och buddhism ska de troende vandra medsols runt ett heligt objekt, parikrama. Många troende i Indien vandrar från Narmadas mynning vid  Bharuch till Amarkantak och tillbaka på flodens södra sida. En sådan vandring till fots tar flera år.

## Nationalparker

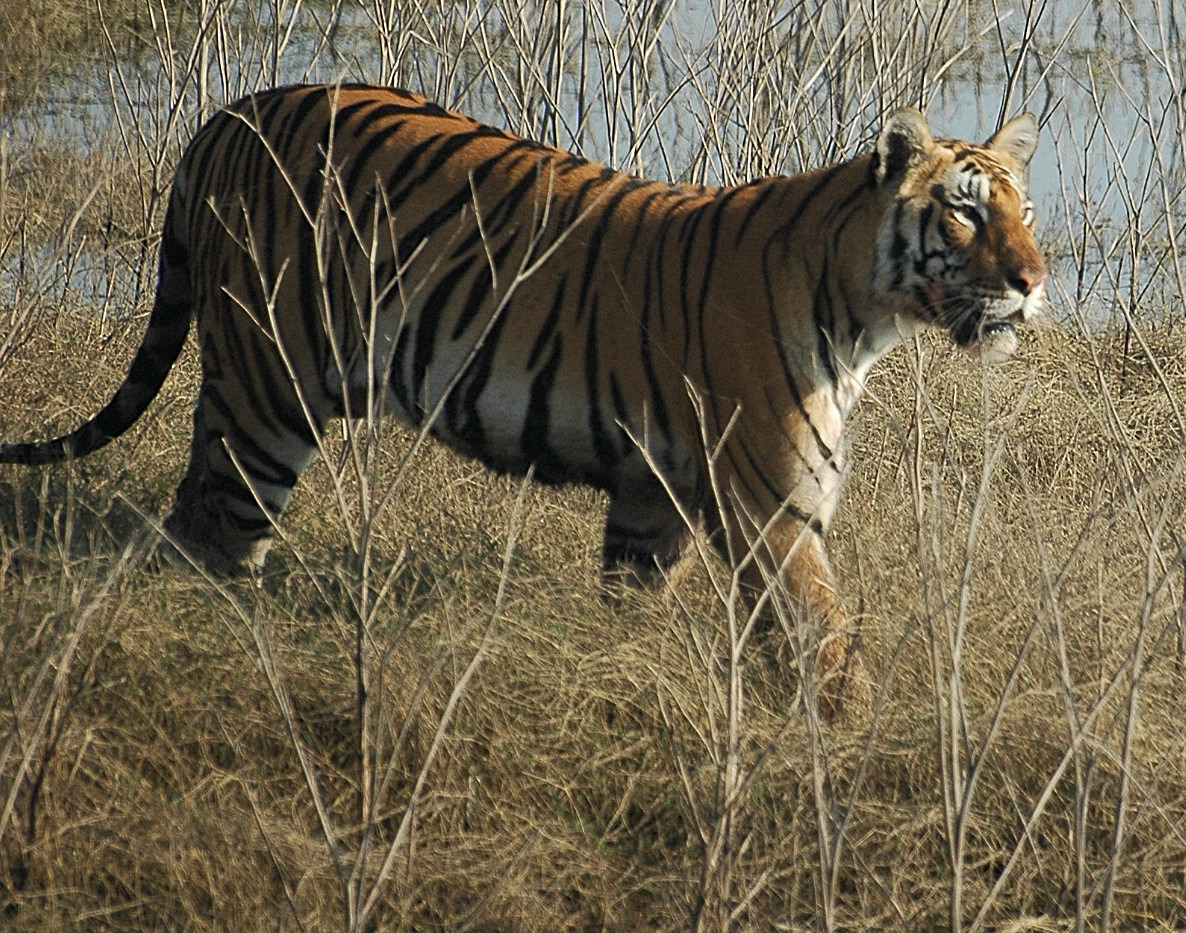
Tiger i Pench nationalpark.

Det finns sju nationalparker utmed floden i delstaten Madhya Pradesh.
1. Satpura National Park
2. Bandhavgarh National Park
3. Kanha nationalpark
4. Pench National Park
5. Madhav National Park
6. Panna National Park
7. Sanjay-Dubri National Park

## Transporter och energi

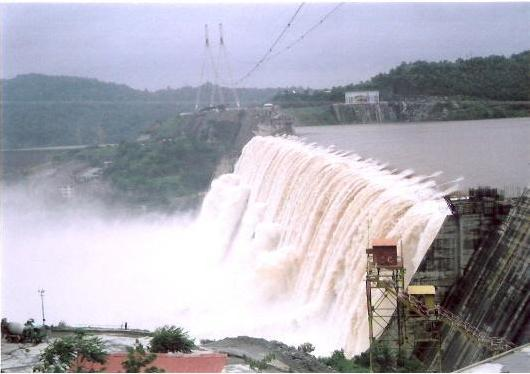
Sardar Sarovardammen.

Den västra delen av floden används för bevattning och är segelbar upp till kraftverksdammen Sardar Sarovar 180 km från mynningen.
Dammen Sardar Sarovar började byggas 1987 och har mötts av många protester från lokalbefolkning. Det ledde till folkrörelsen Narmada Bachao Andolan, som i 30 år försökt skydda den heliga floden och nationalparker i närheten.
| Damm vid orten: | Distrikt | Delstat             | Effekt MW | Status                   |
| --------------- | -------- | ------------------- | --------- | ------------------------ |
| Sardar Sarovar  | Dhule    | Gujarat/Maharashtra | 1450      | I drift 2017             |
| Maheshwar       | Khargone | Madhya Pradesh      | 400       |                          |
| Omkareshwar     | Khargone | Madhya Pradesh      | 520       | Påbörjad 2007            |
| Indira Sagar    | Khandwa  | Madhya Pradesh      | 1000      | Under byggnad sedan 1992 |
| Bargi           | Jabalpur | Madhya Pradesh      | 105       | Under utbyggning         |